# David Bowers
David Bowers (1970) è un regista, sceneggiatore e animatore britannico.

## Filmografia parziale
- Giù per il tubo (Flushed Away) (2006)
- Astro Boy (2009)
- Diario di una schiappa 2 - La legge dei più grandi (Diary of a Wimpy Kid: Rodrick Rules) (2011)
- Diario di una schiappa - Vita da cani (Diary of a Wimpy Kid: Dog Days) (2012)
- Diario di una schiappa - Portatemi a casa! (Diary of a Wimpy Kid: The Long Haul) (2017)